# Torre Angellara
La Torre Angellara è una torre di difesa ed avvistamento creata contro le invasioni ottomane. Questa fortificazione del Cinquecento difendeva fino alla fine del Settecento la costa della città di Salerno assieme alla Torre/Castello La Carnale ed alla Torre Crestarella.

## Storia
La torre è a pianta quadrata con cinque caditoie per lato e, diversamente dalla torre della Carnale, sorge tuttora isolata.
Posta ad est di Salerno, appena fuori dal centro abitato, in un contesto di periferia oggi destinato ad attività turistico-balneari, a meno di trecento metri dal mare, prende il suo nome dal luogo in cui si trova, che era denominato "Angellara", dal torrente Anguillerium che attraversa la zona e nel quale, probabilmente, si effettuava la pesca delle anguille.
Questa torre non viene nominata nell'ordine di costruzione del 1563, ma sicuramente i lavori per la sua erezione furono iniziati nel 1569 e da quella data in essa risulta attivo anche il servizio di guardia del litorale. Ai primi dell'Ottocento, nella torre fu sistemato un posto telegrafico insieme con un posto di dogana, rimasto attivo fino al 1866, quando tale fortificazione fu messa in vendita con tutte le altre.
Il posizionamento della torre era stato studiato ad arte per evitare ogni possibile via di accesso dalla piana di Mercatello, costringendo quindi l'invasore a spostare il proprio percorso di attacco più a sud, nell'area detta Migliaro.
La Torre Angellara era, insieme con La Carnale e la Crestarella di Vietri sul Mare, la più imponente fra le opere di difesa contro i Turchi erette in provincia di Salerno.
Le dimensioni della fortificazione, decisamente maggiori rispetto al progetto tipo degli ingegneri vicereali e la posizione strategica, posta sulla spiaggia ma vicino ad una campagna fertile, lasciano supporre che fosse una torre di tipo difensivo.
Nel tempo la struttura non ha subito eccessive manipolazioni, tuttavia la garitta del terrazzo è stata sostituita ed ampliata per la realizzazione di nuovi ambienti, mentre nell'area esterna adiacente fu realizzata una masseria, poi abbattuta durante il ventennio fascista per far posto alla Colonia Marina. Attualmente sulla terrazza di avvistamento della torre, dal lato terra, tre ambienti comunicanti, ricordano la stessa composizione spaziale presente a coronamento della torre della Carnale, per cui si potrebbe ipotizzare che l'aggiunta di queste stanze nelle due torri sia avvenuta nello stesso periodo, probabilmente come parte di un unico intervento di ampliamento attuato agli inizi dell'Ottocento.
La torre, dopo essere stata usata per molti anni come alloggio per alcuni militari, attualmente è abbandonata ed è stata di proprietà della Marina Militare di Napoli fino al 2014 quando, grazie alle nuove norme in merito al federalismo demaniale, è stata acquisita gratuitamente dal comune di Salerno.
Nel 2016 viene inserita nel progetto "Valore Paese" promosso dall'Agenzia del Demanio per la concessione di immobili inutilizzati a gestori privati e successivamente nel progetto "Cammini e Percorsi", ricevendo 8 offerte di concessione.

### Descrizione
A due livelli, con volte a botte girate entrambe nella stessa direzione, dal mare verso terra, fa eccezione alla prassi, ipotizzata per la tipologia delle torri vicereali napoletane, secondo la quale, nella maggior parte delle torri a pianta quadrata, le volte a copertura dei vari livelli venissero orientate ortogonalmente l'una all'altra allo scopo di una migliore distribuzione dei carichi sulla muratura perimetrale.
Un terzo piano è costituito da una serie di vani intercomunicanti, posti lungo tutto il perimetro, tranne che per il lato rivolto verso il mare.
Ciascuno di questi vani è coperto da volta a botte con soprastante tetto in legno. Anche in questo caso le mura sono massicce con spessori variabili da cm. 80 fino a cm. 110. Il coronamento è risolto con le caratteristiche troniere.
La scala interna, a collegamento tra il primo piano e la copertura, è ricavata nello spessore della muratura. Al piano terra, illuminato da un unico vano finestra posto in alto e realizzato sezionando la volta a botte, probabilmente quando la torre fu adibita a residenza, si accede attraverso una stretta porta, anch'essa aperta forse nel XIX secolo.
Internamente il piano terra non è intonacato e rivela una muratura in pietrame misto, con pavimento in battuto di terra mentre all'esterno l'edificio, completamente intonacato, lascia trasparire una struttura portante in tufo.